# Diade (inventore)
Diade (Tessaglia, IV secolo a.C. – ...) è stato un inventore greco antico al seguito dell'esercito di Alessandro Magno, menzionato da Marco Vitruvio Pollione e da Ateneo Meccanico.

## Biografia
Diade era stato allievo di Poleidos, un architetto militare che aveva partecipato all'assedio che Filippo II di Macedonia aveva messo a Bisanzio nel 339 a.C.  e che aveva perfezionato la "testuggine arietaria" una macchina usata per espugnare le città assediate.
Invenzioni invece più efficienti sarebbero state quelle di Diade delle torri mobili portatili che potevano essere smontate e trasferite con l'esercito in marcia, di un particolare ordigno per trivellare le mura della città nemica e di una «macchina elevatoria che consent[iva] di passare sulle mura avversarie da pari altezza e ancora del "corvo demolitore" che alcuni chiamano "gru".» Il "corvo", che Diade non considerava molto efficace, molto usato dai greci e dai romani, era di solito costituito di una trave collocata su una torre mobile con alla fine un grosso uncino di ferro a becco con il quale gli assedianti e gli assediati si servivano per agganciare le macchine dei nemici o gli assedianti usavano per sconnettere parte delle mura demolite con gli arieti.
Diade descrive nelle sue opere le caratteristiche costruttive che devono avere le elepoli, ovvero le torri mobili usate per assaltare le mura, che devono essere o di almeno dieci piani e dotate di feritoie oppure di venti piani coperte di cuoio per resistere ai proiettili dei nemici.